# Frans militair voetbalelftal (mannen)
Het Franse militair voetbalelftal is een team van voetballers waarvan de spelers (deels) in loondienst zijn als militair en Frankrijk vertegenwoordigen in internationale wedstrijden. De bijnaam is Les Bleus (De blauwen). Het team werd vijfmaal wereldkampioen en won 22 maal de Kentish Challenge Cup.

## Erelijst
- Wereldkampioenschap: (5)

1948, 1949, 1957, 1964, 1995, 1997
- Kentish Challenge Cup: (22)

1923, 1934, 1936, 1937, 1938, 1947, 1949, 1950, 1954, 1956, 1958, 1959, 1960, 1961, 1963, 1965, 1966, 1971, 1972, 1979, 1981, 1982, 1983, 1985, 2006, 2007, 2008, 2009, 2011, 2012, 2013 et 2022.

## Bekende (ex-)spelers
Het Franse militair voetbalelftal heeft in zijn verleden veel profvoetballers in zijn gelederen gehad:
| - Ibrahim Ba - Fabien Barthez - Olivier Dacourt - Youri Djorkaeff |  | - William Gallas - Pierre Laigle - Lionel Letizi - Bixente Lizarazu |  | - Johan Micoud - Laurent Robert |